# Der Gesang der Flusskrebse
Der Gesang der Flusskrebse  ist ein Roman der US-amerikanischen Zoologin Delia Owens, der im Juli 2019 bei hanserblau in der Übersetzung von Ulrike Wasel und Klaus Timmermann auf Deutsch erschienen ist. In der Heimat der Autorin erschien der Roman 2018 unter dem Titel Where the Crawdads Sing bei G. P. Putnam’s Sons.
Obwohl das Leben der weiblichen Hauptperson Kya von ihrer Kindheit bis zu ihrem Tod erzählt wird, bildet die Zeit zwischen ihrem sechsten und ihrem fünfundzwanzigsten Lebensjahr den Schwerpunkt des Romans. Im Vordergrund stehen ihre Armut, ihre dysfunktionale Herkunftsfamilie sowie der Rassismus und Dünkel in der Kleinstadt der Umgebung. Die Autorin erzählt von dieser außergewöhnlichen Landschaft, dem sexuellen Erwachen der jungen Frau, ihrem enormen Bildungswillen und schließlich einem Mordprozess, in den Kya verwickelt wird. Der Roman ist daher nicht nur ein Coming-of-Age-Roman, sondern eine Erzählung über ein Leben jenseits des nordamerikanischen Mainstreams.

## Übersicht
Die sechsjährige Catherine, genannt Kya, lebt mit ihren vier Geschwistern und ihren Eltern in einer armseligen Hütte in den Marschgebieten von North Carolina. Da der Vater alkoholabhängig ist und immer wieder gewalttätig wird, verlässt die Mutter eines Tages ohne Abschied die Familie. Auch die Geschwister verlassen nach und nach die Familie, sodass Kya als jüngste allein mit ihrem Vater zurückbleibt, von dessen kleiner Rente sie wegen einer Verwundung im Zweiten Weltkrieg leben. Eines Tages kommt auch er nicht mehr nach Hause und Kya bleibt im Marschgebiet allein zurück. Nach dem Verschwinden ihres Vaters versorgt sie sich durch den Verkauf von Muscheln und geräuchertem Fisch an einen afroamerikanischen Händler aus der Schwarzensiedlung außerhalb von Barkley Cove.
Die Bewohner des Sumpfgebiets werden in Barkley Cove als soziale Randgruppe diskriminiert. Kya wird als das „Marschmädchen“ abgelehnt. Das prägt ihr Leben und beeinträchtigt ihre Beziehungen zu anderen Menschen. Die vereinsamte Kya zieht aus den Verhaltensweisen, die sie in der Natur beobachtet, immer wieder Rückschlüsse auf die Beziehungen zwischen Menschen; das Verhalten von Tieren und Insekten wird für sie zu einem Fundus von Rollenmodellen. Einmal wird Kya von Mitarbeitern des Jugendamtes der Kleinstadt Barkley Cove abgeholt und zur Grundschule gebracht. Weil sie jedoch am ersten Tag von den anderen Schülern gehänselt wird, versteckt sie sich danach, wenn das Jugendamt sie abholen will.
Kya freundet sich mit Tate an, dem etwas älteren Sohn eines Krabbenfischers. Als Tate erfährt, wie wissbegierig Kya ist, bringt er ihr das Lesen bei und versorgt sie später auch mit Fachliteratur über Biologie. Kya sammelt und ordnet allmählich ihre Funde von Federn und Muscheln nach wissenschaftlichen Kriterien und beginnt sogar, sie zu zeichnen. Eine über das Petting hinausgehende Sexualität lehnt Tate ab, da Kya mit ihren vierzehn Jahren zu jung sei. Tate möchte nach der Schule an einer Universität Biologie studieren, weshalb sich die Wege der beiden für einige Zeit trennen. 
Kya ist über diesen erneuten Verlust eines geliebten Menschen tief verletzt und erst Jahre später reagiert sie wieder auf seine Kontaktversuche. Nachdem Tate sein Studium abgeschlossen hat und in einem neuen biologischen Forschungszentrum am Rand des Sumpfgebiets arbeitet, ermuntert er Kya, die schon immer die Pflanzen- und Tierwelt der Marsch gesammelt hat, darüber ein Buch zu schreiben und vermittelt ihr einen Verlag für ihre erste Veröffentlichung.
Der als Quarterback populäre Chase aus Barkley Cove möchte das schöne Marschmädchen erobern und Kya, die nach Tates Weggang zum Studium mehr als sonst an ihrer Einsamkeit leidet, entzieht sich den Kontaktversuchen nicht, weigert sich aber lange, mit ihm zu schlafen. Als Chase verspricht, sie in seine Familie und bei seinen Freunden einzuführen und sie zu heiraten, gibt Kya sich ihm schließlich hin. Kurz darauf liest sie zufällig in der Regionalzeitung von der Verlobung Chases mit einer anderen Frau. Nachdem sie ihn damit konfrontiert, versucht er, sie zu vergewaltigen, was sie abwehren kann. Aber die nagende Angst vor einem erneuten Angriff zwingt sie zu einer Entscheidung.
Kurze Zeit darauf, im Oktober 1969, wird Chase Andrews tot unter dem Feuerwachturm am Strand von Barkley Cove gefunden. Offenbar war er durch ein offenes Bodengitter gestürzt. Im Ort ist die mehrjährige Beziehung von Chase und Kya bekannt, und als einige Indizien für einen Mord vorliegen, wird Kya verhaftet und ein Gerichtsverfahren gegen sie eingeleitet. Aber ihr kluger Verteidiger kann die Indizienhinweise entkräften, und die Jury spricht sie frei.
In der Kürze eines Epilogs umreißt die Erzählstimme die folgenden Jahrzehnte: Kya und Tate leben zusammen im Marschland und erforschen die Natur. Als Kya 2009 mit 64 Jahren stirbt, findet Tate in einem Versteck die von ihr unter Pseudonym in der Lokalzeitung veröffentlichten Gedichte, von denen eines nahelegt, dass Kya Chase doch vom Turm herabgestürzt hat. Als Bestätigung findet er das Muschelhalsband, das Chase am Abend seines Todes trug.

## Hauptpersonen

### Catherine Danielle Clark
Im Roman als Kya oder von den Bewohnern des Ortes als Marschmädchen bezeichnet, wird als Kind von ihrer Familie verlassen und wächst allein in einer Hütte im Marschgebiet an der Atlantikküste im Bundesstaat North Carolina auf. Sie ist die jüngste von 5 Kindern (10. Oktober 1945 geboren).

### Tate Walker
Ist der Sohn eines Krabbenfischers, wenige Jahre älter als Kya und sehr an der Natur interessiert. Er fischt gern im Sumpfgebiet und lernt dabei auch Kya kennen. Nach der Schule studiert er Biologie und arbeitet später für ein Forschungsinstitut in der Nähe des Sumpfgebietes. Er bringt Kya das Lesen und Schreiben bei und ist ihr erster  Freund.

### Chase Andrews
Ist der Sohn einer der einflussreichsten Familien des Ortes und Quarterback des örtlichen Footballteams. Chase baut eine Beziehung zur etwas jüngeren Kya auf, ist aber ebenso mit anderen Mädchen aus dem Ort liiert.

### Jeremy Andrew Clark
Ist der sieben Jahre ältere Bruder von Kya und wird von allen nur Jodie genannt. Auch er verlässt das Marschgebiet, hat aber seiner Schwester vorher viel über die Natur erzählt und ihr gezeigt, wie man mit dem Motorboot fährt. Jodie nimmt nach Jahren des Militärdienstes wieder Kontakt mit Kya auf.

## Rezeption
Im Spiegel liest Marcus Müntefering die Naturpassagen als Darstellungen mit viel Gefühl, aber ohne Sentimentalität, sogar als lyrische Panoramen der Stille und Einsamkeit. Dabei sieht er die Romanheldin Kya in der Tradition von anderen Helden amerikanischer Coming of Age-Romane, wie in den Werken von Mark Twain, Harper Lee oder J. D. Salinger.
Mark Lawson bestätigt im Guardian der Autorin ein altmodisches Talent „für fesselnde Figuren, Handlungen und Landschaftsbeschreibungen, die ein großes Publikum erreichen.“
Während Rachel Rosenbilt in der Washington Post die Beschreibung der Heldin in der Natur als gelungen betrachtet, fällt für sie die Darstellung des Gerichtsverfahrens dagegen ab: „Die Szenen im Gerichtssaal sind ein krasser Milieukontrast – keine von Eichen gesäumten Lagunenkanäle mehr, die man unter den Sternen erkunden kann; jetzt besteht Kyas Welt tagelang aus einer verschlossenen Zelle [...] der Reichtum von Kyas Innenleben, der in früheren Kapiteln so anschaulich ist, scheint im Gerichtssaal zu fehlen. Für eine so scharfsinnige Beobachterin von Lebewesen, die sich jahrelang mit den Federn von Nachtreihern und den Paarungsmustern von Ochsenfröschen beschäftigt hat, gibt es da nur wenig Beobachtung der dreisten menschlichen Charaktere um sie herum.“
Für Catrin Lorch geht in der Süddeutschen Zeitung der Mix aus nature writing, Lovestory, Entwicklungsroman und Krimi nicht auf. Das liege zum einen an dem schwülstigen Naturmädchen-Setting, zum anderen aber gerade an der Unfähigkeit der Autorin, ihre Figur und die Natur lebendig zu beschreiben. Insbesondere in den Naturbeschreibungen stört sie die Verwendung von sprachlichen Mitteln, die wie Einschübe aus einem Biologiebuch klingen. Hinzu kämen schiefe Vergleiche und Ungereimtheiten, eine Leiche, sexuelle Anspielungen und ein reichlich unwahrscheinliches Gerichtsverfahren.

## Kommerzieller Erfolg
Das Buch, das nach dem Erscheinen im Sommer 2018 in der populären Literatursendung Hello Sunshine von Hollywood-Schauspielerin Reese Witherspoon präsentiert wurde, war mit 4,5 Millionen verkauften Exemplaren 2019 das erfolgreichste Buch in den USA.
Auch in Deutschland konnte es sich direkt nach seiner Veröffentlichung 2019 auf der Spiegel-Bestsellerliste platzieren, war 2020 jede Woche unter den Top-20 dieser Auflistung aufgeführt und 2021 auch sechsmal auf der Spitzenposition dieser Charts gelistet. In der deutschen Taschenbuchausgabe im Heyne Verlag verkaufte das Buch über eine Million Exemplare.

## Verfilmung
Unter dem Titel Der Gesang der Flusskrebse kam am 15. Juli 2022 die Verfilmung in die US-Kinos. Der Kinostart in Deutschland war am 18. August 2022.